# اولیویا ۸۳۵
سیارک ۸۳۵ (به انگلیسی: 835 Olivia، نامگذاری:1916AE) هشتصد و سی و پنجمین سیارک کشف شده‌است که در ۲۳ سپتامبر ۱۹۱۶ و در هایدلبرگ کشف شد.
قدر مطلق سیارک برابر ۱۱٫۹۰ است.